# Hellas Verona Football Club 2006-2007
Questa voce raccoglie le informazioni riguardanti l'Hellas Verona Football Club nelle competizioni ufficiali della stagione 2006-2007.

## Stagione
L'annata 2006-2007 inizia in modo negativo. Dopo sei gol e undici punti nelle prime diciotto giornate Ficcadenti viene esonerato a favore di Ventura. Con il nuovo tecnico i veneti iniziano un ottimo recupero, che li porta rapidamente ad uscire dalla zona retrocessione, tanto da avvicinarsi alla salvezza a Pasqua. Dopo una trafila di sconfitte, la squadra si risveglia battendo il Cesena e il Bari (4-1) all'ultima giornata. Tuttavia, il contemporaneo sofferto pareggio della Triestina con il Piacenza condanna i gialloblù allo spareggio salvezza. 
Avversario del confronto è lo Spezia (vittorioso all'ultima giornata contro la Juventus già promossa a Torino per 2-3, a discapito dell'Arezzo di Conte), che con due gare gagliarde e fortunate (la rimonta per 2-1 all'andata con diverse occasioni fallite dai veneti e lo 0-0 al ritorno con molteplici interventi del portiere spezzino Santoni) conquista una sofferta salvezza, condannando gli scaligeri alla retrocessione in Serie C1, a distanza di 64 anni dall'unico precedente.

## Divise e sponsor
Il fornitore di materiale diventa Asics, mentre lo sponsor commerciale diventa Unika. Esattamente come nel 2004-5 viene realizzata una replica della maglia dello scudetto, stavolta da trasferta.
| Casa | Trasferta | Celebrativa |

## Rosa
| N. |                           | Ruolo | Calciatore         |
| -- | ------------------------- | ----- | ------------------ |
| 1  | Italia (bandiera)         | P     | Gianluca Pegolo    |
| 2  | Italia (bandiera)         | D     | Romano Perticone   |
| 3  | Italia (bandiera)         | C     | Simon Laner        |
| 3  | Italia (bandiera)         | D     | Dario Biasi        |
| 4  | Italia (bandiera)         | C     | Alessandro Mazzola |
| 5  | Italia (bandiera)         | D     | Alberto Comazzi    |
| 6  | Italia (bandiera)         | D     | Marco Turati       |
| 7  | Italia (bandiera)         | C     | Nico Pulzetti      |
| 8  | Italia (bandiera)         | C     | Gianluca Di Giulio |
| 9  | Brasile (bandiera)        | A     | William            |
| 10 | Italia (bandiera)         | A     | Aniello Cutolo     |
| 11 | Italia (bandiera)         | C     | Vincenzo Italiano  |
| 11 | Italia (bandiera)         | C     | Claudio Ferrarese  |
| 12 | Italia (bandiera)         | P     | Mattia Fornari     |
| 13 | Australia (bandiera)      | P     | Jess Vanstrattan   |
| 13 | Brasile (bandiera)        | A     | Babú               |
| 14 | Italia (bandiera)         | C     | Alessio Ferrazza   |
| 14 | Argentina (bandiera)      | A     | Federico Nieto     |
| 15 | Costa d'Avorio (bandiera) | C     | Salif Dianda       |
| 16 | Italia (bandiera)         | P     | Luca Loschi        |
| 17 | Italia (bandiera)         | C     | Tiberio Guarente   |
| 18 | Italia (bandiera)         | C     | Martino Melis      |
| 19 | Italia (bandiera)         | A     | Francesco Rossetto |

| N. |                    | Ruolo | Calciatore            |
| -- | ------------------ | ----- | --------------------- |
| 20 | Italia (bandiera)  | D     | Lorenzo Sibilano      |
| 21 | Italia (bandiera)  | C     | Nicola Iachemet       |
| 21 | Austria (bandiera) | A     | Muhammet Akagündüz    |
| 22 | Italia (bandiera)  | A     | Antimo Iunco          |
| 23 | Italia (bandiera)  | D     | Carlo Teodorani       |
| 24 | Italia (bandiera)  | A     | Diego Di Chiara       |
| 25 | Italia (bandiera)  | A     | Luigi Anaclerio       |
| 26 | Italia (bandiera)  | C     | Marco Mancinelli      |
| 26 | Italia (bandiera)  | P     | Francesco Franzese    |
| 27 | Italia (bandiera)  | C     | Andrea Briglia        |
| 27 | Italia (bandiera)  | D     | Ivan Pedrelli         |
| 28 | Italia (bandiera)  | D     | Daniele Magliocchetti |
| 29 | Italia (bandiera)  | C     | Leandro Greco         |
| 30 | Ghana (bandiera)   | D     | Desmond N'Ze          |
| 31 | Italia (bandiera)  | D     | Simone Smania         |
| 32 | Italia (bandiera)  | A     | Giovanni Foderaro     |
| 32 | Italia (bandiera)  | D     | Luigi Sartor          |
| 33 | Italia (bandiera)  | C     | Francesco Giraldi     |
| 34 | Italia (bandiera)  | C     | Alessandro Castellan  |
| 36 | Italia (bandiera)  | A     | Andrea Cossu          |
| 71 | Italia (bandiera)  | A     | Marco Ferrante        |
| 84 | Italia (bandiera)  | D     | Salvatore Ricca       |
| 85 | Italia (bandiera)  | C     | Nicola Corrent        |

## Calciomercato

### Sessione estiva(dal 1º luglio al 31 agosto 2006)
| Acquisti | Acquisti              | Acquisti       | Acquisti                         |
| R.       | Nome                  | da             | Modalità                         |
| -------- | --------------------- | -------------- | -------------------------------- |
| P        | Federico Cecchini     | Salò           | fine prestito                    |
| P        | Luca Loschi           | Borgomanero    | fine prestito                    |
| D        | Andrea Briglia        | Jesolo         | fine prestito                    |
| D        | Mattia Cassani        | Juventus       | risoluzione comproprietà         |
| D        | Dario Ciminari        | Martina        | fine prestito                    |
| D        | Daniele Magliocchetti | Roma           | prestito con diritto di riscatto |
| D        | Ivan Pedrelli         | Venezia        | prestito                         |
| D        | Romano Perticone      | Milan          | prestito con diritto di riscatto |
| D        | Salvatore Ricca       | Vigor Lamezia  | svincolato                       |
| D        | Lorenzo Sibilano      | Bari           | definitivo                       |
| C        | Stefano Bagalini      | Sambenedettese | fine prestito                    |
| C        | Giuseppe Colucci      | Livorno        | fine prestito                    |
| C        | Diego Di Chiara       | Cisco Roma     | definitivo                       |
| C        | Gianluca Di Giulio    | Rimini         | svincolato                       |
| C        | Andrea Doardo         | Cuoiopelli     | fine prestito                    |
| C        | Alessio Ferrazza      | Venezia        | fine prestito                    |
| C        | Leandro Greco         | Roma           | prestito con diritto di riscatto |
| C        | Simon Laner           | Castelnuovo    | fine prestito                    |
| C        | Martino Melis         | Arezzo         | fine prestito                    |
| C        | Gianni Munari         | Chievo         | risoluzione comproprietà         |
| C        | Luca Nizzetto         | Salò           | fine prestito                    |
| A        | Luigi Anaclerio       | Bari           | comproprietà                     |
| A        | Andrea Cossu          | Cagliari       | definitivo                       |
| A        | Aniello Cutolo        | Cisco Roma     | comproprietà                     |
| A        | William               | Martina        | svincolato                       |
| A        | Giovanni Foderaro     | Vigor Lamezia  | fine prestito                    |
| A        | Federico Nieto        | Genoa          | prestito                         |

| Cessioni | Cessioni               | Cessioni      | Cessioni                 |
| R.       | Nome                   | a             | Modalità                 |
| -------- | ---------------------- | ------------- | ------------------------ |
| P        | Federico Cecchini      | Cisco Roma    | prestito                 |
| P        | Gabriel Hofer          | Novara        | prestito                 |
| P        | Enrico Rossi Chauvenet | Venezia       | fine prestito            |
| D        | Dario Biasi            | Genoa         | definitivo               |
| D        | Simone Bonomi          | Siena         | fine prestito            |
| D        | Andrea Briglia         | Valenzana     | prestito                 |
| D        | Mattia Cassani         | Palermo       | definitivo               |
| D        | Dario Ciminari         | Nocerina      | prestito                 |
| D        | Andrea Dossena         | Treviso       | risoluzione comproprietà |
| D        | Carlo Gervasoni        | Bari          | comproprietà             |
| C        | Gladstone              | Juventus      | fine prestito            |
| C        | Stefano Bagalini       | Cisco Roma    | prestito                 |
| C        | Giuseppe Colucci       | Catania       | comproprietà             |
| C        | Andrea Doardo          | Sanremese     | prestito                 |
| C        | Alessio Ferrazza       | Rieti         | comproprietà             |
| C        | Francesco Lovatin      | Carrarese     | risoluzione comproprietà |
| C        | Gianni Munari          | Palermo       | comproprietà             |
| C        | Luca Nizzetto          | Castelnuovo   | prestito                 |
| C        | Luca Pinali            | Cisco Roma    | prestito                 |
| A        | Adaílton               | Genoa         | definitivo               |
| A        | Fabio Alterio          | Giugliano     | risoluzione comproprietà |
| A        | Salvatore Aurelio      | Genoa         | fine prestito            |
| A        | Craig Davies           | Wolverhampton | prestito                 |
| A        | Federico Ligori        | Spezia        | risoluzione comproprietà |
| A        | Julien Rantier         | Vicenza       | risoluzione comproprietà |
| A        | Ferdinando Sforzini    | Udinese       | fine prestito            |

### Sessione invernale(dal 4 al 31 gennaio 2007)
| Acquisti | Acquisti           | Acquisti         | Acquisti   |
| R.       | Nome               | da               | Modalità   |
| -------- | ------------------ | ---------------- | ---------- |
| P        | Francesco Franzese | Juve Stabia      | definitivo |
| D        | Dario Biasi        | Genoa            | prestito   |
| D        | Luigi Sartor       | Sopron           | svincolato |
| C        | Nicola Corrent     | Ternana          | definitivo |
| C        | Claudio Ferrarese  | Torino           | definitivo |
| A        | Muhammet Akagündüz | Kayserispor      | svincolato |
| A        | Babú               | Lecce            | prestito   |
| A        | Dmitri Iakovlevski | Waasland-Beveren | definitivo |

| Cessioni | Cessioni           | Cessioni    | Cessioni     |
| R.       | Nome               | a           | Modalità     |
| -------- | ------------------ | ----------- | ------------ |
| P        | Jess Vanstrattan   | Ancona      | prestito     |
| D        | Salvatore Ricca    | Ternana     | definitivo   |
| C        | Diego Di Chiara    | Poggibonsi  | definitivo   |
| C        | Gianluca Di Giulio | Gallipoli   | prestito     |
| C        | Salif Dianda       | Lugano      | prestito     |
| C        | Nicola Iachemet    | Carpenedolo | comproprietà |
| C        | Vincenzo Italiano  | Chievo      | definitivo   |
| C        | Simon Laner        | Sanremese   | definitivo   |
| C        | Marco Mancinelli   | Ancona      | prestito     |
| C        | Martino Melis      | Grosseto    | svincolato   |
| A        | Luigi Anaclerio    | Perugia     | prestito     |
| A        | Giovanni Foderaro  | Biellese    | prestito     |

## Risultati

### Serie B

#### Girone di andata
| Arbitro: | De Marco (Chiavari) |

|  |           |             |
|  | Marcatori | 29’ Comazzi |

| Arbitro: | Rocchi (Firenze) |

|             |           |          |
| Pedrelli 2’ | Marcatori | 53’ Babú |

| Arbitro: | Ciampi (Roma) |

|                |           |  |
| Varricchio 31’ | Marcatori |  |

| Arbitro: | Dondarini (Finale Emilia) |

|  |           |             |
|  | Marcatori | 33’ Mannini |

| Pescara 30 settembre 2006, ore 16:00 CEST 5ª giornata | Pescara          | 0 – 0 referto | Verona | Stadio Adriatico (3 144 spett.)\| Arbitro: \| Iannone (Napoli) \| |
| Arbitro:                                              | Iannone (Napoli) |               |        |                                                                   |

| Verona 8 ottobre 2006, ore 15:00 CEST 6ª giornata | Verona                      | 0 – 0 referto | Crotone | Stadio Marcantonio Bentegodi (8 811 spett.)\| Arbitro: \| Girardi (San Donà di Piave) \| |
| Arbitro:                                          | Girardi (San Donà di Piave) |               |         |                                                                                          |

| Arbitro: | Orsato (Schio) |

|                  |           |  |
| Cacia 75’ (rig.) | Marcatori |  |

| Arbitro: | Lena (Ciampino) |

|  |           |             |
|  | Marcatori | 86’ Bonazzi |

| Arbitro: | Ayroldi (Molfetta) |

|              |           |              |
| L. Greco 83’ | Marcatori | 44’ M. Rossi |

| Arbitro: | Stefanini (Prato) |

|  |           |           |
|  | Marcatori | 22’ Iunco |

| Arbitro: | Morganti (Ascoli Piceno) |

|  |           |                |
|  | Marcatori | 11’ Piovaccari |

| Arbitro: | Velotto (Grosseto) |

|                                   |           |  |
| Cascione 22’ Jeda 23’ Porchia 25’ | Marcatori |  |

| Arbitro: | Herberg (Messina) |

|            |           |           |
| Valdez 86’ | Marcatori | 41’ Iunco |

| Arbitro: | Bergonzi (Genova) |

|  |           |               |
|  | Marcatori | 19’ Marazzina |

| Arbitro: | Pierpaoli (Firenze) |

|                |           |  |
| Camoranesi 53’ | Marcatori |  |

| Arbitro: | Pieri (Lucca) |

|  |           |                    |
|  | Marcatori | 90+4’ Floro Flores |

| Arbitro: | Lops (Torino) |

|                              |           |                   |
| Margiotta 40’ Fialdini 90+2’ | Marcatori | 58’ (aut.) Pagani |

| Arbitro: | Salati (Trento) |

|  |           |                                        |
|  | Marcatori | 18’ Mezzanotti 55’ Sommese 77’ Noselli |

| Arbitro: | Stefanini (Prato) |

|                   |           |  |
| Bucchi 82’ (rig.) | Marcatori |  |

| Arbitro: | Pantana (Macerata) |

|                       |           |                |
| Cutolo 1’ William 51’ | Marcatori | 56’ Papa Waigo |

| Arbitro: | Lena (Ciampino) |

|  |           |              |
|  | Marcatori | 19’ Ferrante |

#### Girone di ritorno
| Arbitro: | Lops (Torino) |

|          |           |             |
| Babù 60’ | Marcatori | 18’ Pinardi |

| Arbitro: | Zanzi (Lugo) |

|                            |           |  |
| Tulli 72’ Tiribocchi 90+2’ | Marcatori |  |

| Arbitro: | Pierpaoli (Firenze) |

|           |           |                |
| Biasi 63’ | Marcatori | 69’ C. Colombo |

| Brescia 24 febbraio 2007, ore 15:00 CET 25ª giornata | Brescia         | 0 – 0 referto | Verona | Stadio Mario Rigamonti (0 spett.)\| Arbitro: \| Banti (Livorno) \| |
| Arbitro:                                             | Banti (Livorno) |               |        |                                                                    |

| Arbitro: | Stefanini (Prato) |

|                        |           |              |
| William 47’ Turati 90’ | Marcatori | 69’ Zoppetti |

| Arbitro: | Lops (Torino) |

|  |           |            |
|  | Marcatori | 88’ Turati |

| Arbitro: | Ciampi (Roma) |

|                             |           |             |
| Iunco 33’, 48’ Cutolo 90+1’ | Marcatori | 82’ Lazzari |

| Arbitro: | Herberg (Messina) |

|             |           |                 |
| Bonazzi 47’ | Marcatori | 90+4’ Akagündüz |

| Arbitro: | Dondarini (Finale Emilia) |

|                                      |           |           |
| Coppola 45+2’ G. Greco 70’ Botta 89’ | Marcatori | 79’ Nieto |

| Arbitro: | Trefoloni (Siena) |

|                              |           |            |
| Sibilano 59’ Akagündüz 90+3’ | Marcatori | 62’ Nastos |

| Arbitro: | Iannone (Napoli) |

|                       |           |              |
| Allegretti 47’ (rig.) | Marcatori | 25’ Guarente |

| Arbitro: | Celi (Campobasso) |

|            |           |  |
| William 7’ | Marcatori |  |

| Verona 14 aprile 2007, ore 16:00 CEST 34ª giornata | Verona         | 0 – 0 referto | Treviso | Stadio Marcantonio Bentegodi (9 032 spett.)\| Arbitro: \| Orsato (Schio) \| |
| Arbitro:                                           | Orsato (Schio) |               |         |                                                                             |

| Arbitro: | Mazzoleni (Bergamo) |

|                        |           |  |
| Fantini 39’ Meghni 89’ | Marcatori |  |

| Arbitro: | Trefoloni (Siena) |

|  |           |              |
|  | Marcatori | 44’ Boumsong |

| Arbitro: | Bergonzi (Genova) |

|                                                      |           |               |
| Floro Flores 19’ Capelli 86’ Martinetti 90+3’ (rig.) | Marcatori | 80’ Ferrarese |

| Arbitro: | Tagliavento (Terni) |

|                       |           |                            |
| William 10’ Iunco 52’ | Marcatori | 29’ Di Nardo 32’ Margiotta |

| Arbitro: | Gava (Conegliano Veneto) |

|  |           |                     |
|  | Marcatori | 52’ Turati 87’ Babú |

| Arbitro: | Morganti (Ascoli Piceno) |

|              |           |                                         |
| Pulzetti 61’ | Marcatori | 47’ Domizzi 55’ Calaiò 90+4’ Dalla Bona |

| Arbitro: | Rocchi (Firenze) |

|  |           |                     |
|  | Marcatori | 20’ (rig.) Ferrante |

| Arbitro: | Rizzoli (Bologna) |

|                                                 |           |                               |
| Pulzetti 21’ Cutolo 36’ Turati 54’ Ferrante 59’ | Marcatori | 65’ Fiorentino 71’ Strambelli |

#### Play-out
| Arbitro: | Rosetti (Torino) |

|                                  |           |              |
| Saverino 73’ (rig.) do Prado 87’ | Marcatori | 23’ Sibilano |

| Verona 21 giugno 2007, ore 19:00 CEST Ritorno | Verona            | 0 – 0 referto | Spezia | Stadio Marcantonio Bentegodi (24 391 spett.)\| Arbitro: \| Rizzoli (Bologna) \| |
| Arbitro:                                      | Rizzoli (Bologna) |               |        |                                                                                 |

### Coppa Italia
| Arbitro: | Palanca (Roma) |

|  |           |              |
|  | Marcatori | 90+3’ Turati |

| Arbitro: | Banti (Livorno) |

|             |           |                           |
| William 33’ | Marcatori | 17’ M. Esposito 75’ Cocco |

## Statistiche

### Statistiche di squadra
| Competizione | Punti | In casa | In casa | In casa | In casa | In casa | In casa | In trasferta | In trasferta | In trasferta | In trasferta | In trasferta | In trasferta | Totale | Totale | Totale | Totale | Totale | Totale | D.R. |
| Competizione | Punti | G       | V       | N       | P       | Gf      | Gs      | G            | V            | N            | P            | Gf           | Gs           | G      | V      | N      | P      | Gf     | Gs     | D.R. |
| ------------ | ----- | ------- | ------- | ------- | ------- | ------- | ------- | ------------ | ------------ | ------------ | ------------ | ------------ | ------------ | ------ | ------ | ------ | ------ | ------ | ------ | ---- |
| Serie B      | 48    | 21      | 6       | 7       | 8       | 21      | 24      | 21           | 6            | 5            | 10           | 13           | 22           | 42     | 12     | 12     | 18     | 34     | 46     | -12  |
| Playout      | -     | 1       | 0       | 1       | 0       | 0       | 0       | 1            | 0            | 0            | 1            | 1            | 2            | 2      | 0      | 1      | 1      | 1      | 2      | -1   |
| Coppa Italia | -     | 1       | 0       | 0       | 1       | 1       | 2       | 1            | 1            | 0            | 0            | 1            | 0            | 2      | 1      | 0      | 1      | 2      | 2      | 0    |
| Totale       | 48    | 23      | 6       | 8       | 9       | 22      | 26      | 23           | 7            | 5            | 11           | 15           | 24           | 46     | 13     | 13     | 20     | 37     | 50     | -13  |

### Andamento in campionato
| Giornata  | 1 | 2 | 3  | 4  | 5  | 6  | 7  | 8  | 9  | 10 | 11 | 12 | 13 | 14 | 15 | 16 | 17 | 18 | 19 | 20 | 21 | 22 | 23 | 24 | 25 | 26 | 27 | 28 | 29 | 30 | 31 | 32 | 33 | 34 | 35 | 36 | 37 | 38 | 39 | 40 | 41 | 42 |
| --------- | - | - | -- | -- | -- | -- | -- | -- | -- | -- | -- | -- | -- | -- | -- | -- | -- | -- | -- | -- | -- | -- | -- | -- | -- | -- | -- | -- | -- | -- | -- | -- | -- | -- | -- | -- | -- | -- | -- | -- | -- | -- |
| Luogo     | T | C | T  | C  | T  | C  | T  | C  | C  | T  | C  | T  | T  | C  | T  | C  | T  | C  | T  | C  | T  | C  | T  | C  | T  | C  | T  | C  | T  | T  | C  | T  | C  | C  | T  | C  | T  | C  | T  | C  | T  | C  |
| Risultato | V | N | P  | P  | N  | N  | P  | P  | N  | V  | P  | P  | N  | P  | P  | P  | P  | P  | P  | V  | V  | N  | P  | N  | N  | V  | V  | V  | N  | P  | V  | N  | V  | N  | P  | P  | P  | N  | V  | P  | V  | V  |
| Posizione | 7 | 7 | 12 | 14 | 16 | 15 | 17 | 17 | 18 | 16 | 18 | 19 | 19 | 19 | 20 | 20 | 20 | 20 | 20 | 20 | 20 | 17 | 20 | 20 | 20 | 20 | 19 | 18 | 18 | 19 | 18 | 18 | 16 | 16 | 17 | 17 | 19 | 19 | 19 | 19 | 18 | 18 |

Legenda:

Luogo: C = Casa; T = Trasferta. Risultato: V = Vittoria; N = Pareggio; P = Sconfitta.

### Statistiche dei giocatori
Sono in corsivo i calciatori che hanno lasciato la società a stagione in corso.
| Giocatore        | Serie B  | Serie B | Serie B     | Serie B    | Play-out | Play-out | Play-out    | Play-out   | Coppa Italia | Coppa Italia | Coppa Italia | Coppa Italia | Totale   | Totale | Totale      | Totale     |
| Giocatore        | Presenze | Reti    | Ammonizioni | Espulsioni | Presenze | Reti     | Ammonizioni | Espulsioni | Presenze     | Reti         | Ammonizioni  | Espulsioni   | Presenze | Reti   | Ammonizioni | Espulsioni |
| ---------------- | -------- | ------- | ----------- | ---------- | -------- | -------- | ----------- | ---------- | ------------ | ------------ | ------------ | ------------ | -------- | ------ | ----------- | ---------- |
| M. Akagündüz     | 5        | 2       | 0           | 0          | -        | -        | -           | -          | -            | -            | -            | -            | 5        | 2      | 0           | 0          |
| L. Anaclerio     | 2        | 0       | 0           | 0          | -        | -        | -           | -          | -            | -            | -            | -            | 2        | 0      | 0           | 0          |
| Babú             | 12       | 2       | 0           | 0          | 2        | 0        | 0           | 0          | -            | -            | -            | -            | 14       | 2      | 0           | 0          |
| D. Biasi         | 9        | 1       | 2           | 0          | 2        | 0        | 0           | 0          | -            | -            | -            | -            | 11       | 1      | 2           | 0          |
| A. Castellan     | 0        | 0       | 0           | 0          | -        | -        | -           | -          | -            | -            | -            | -            | 0        | 0      | 0           | 0          |
| A. Comazzi       | 26       | 1       | 4           | 0          | 2        | 0        | 1           | 0          | 1            | 0            | 1            | 0            | 29       | 1      | 6           | 0          |
| N. Corrent       | 6        | 0       | 0           | 0          | 0        | 0        | 0           | 0          | -            | -            | -            | -            | 6        | 0      | 0           | 0          |
| A. Cossu         | 20       | 0       | 4           | 1          | -        | -        | -           | -          | -            | -            | -            | -            | 20       | 0      | 4           | 1          |
| A. Cutolo        | 26       | 3       | 3           | 0          | 2        | 0        | 0           | 0          | 2            | 0            | 1            | 0            | 30       | 3      | 4           | 0          |
| William          | 28       | 4       | 5           | 0          | 2        | 0        | 0           | 0          | 2            | 1            | 0            | 0            | 32       | 5      | 5           | 0          |
| G. Di Giulio     | 3        | 0       | 0           | 0          | -        | -        | -           | -          | 0            | 0            | 0            | 0            | 3        | 0      | 0           | 0          |
| S. Dianda        | 2        | 0       | 0           | 0          | -        | -        | -           | -          | -            | -            | -            | -            | 2        | 0      | 0           | 0          |
| M. Ferrante      | 18       | 3       | 1           | 0          | 1        | 0        | 1           | 0          | -            | -            | -            | -            | 19       | 3      | 2           | 0          |
| C. Ferrarese     | 21       | 1       | 3           | 0          | 2        | 0        | 0           | 0          | -            | -            | -            | -            | 23       | 1      | 3           | 0          |
| G. Foderaro      | 9        | 0       | 0           | 0          | -        | -        | -           | -          | 2            | 0            | 0            | 0            | 11       | 0      | 0           | 0          |
| F. Franzese      | 1        | -2      | 1           | 0          | 0        | 0        | 0           | 0          | -            | -            | -            | -            | 1        | -2     | 1           | 0          |
| F. Giraldi       | 1        | 0       | 0           | 0          | -        | -        | -           | -          | -            | -            | -            | -            | 1        | 0      | 0           | 0          |
| L. Greco         | 26       | 1       | 6           | 1          | 1        | 0        | 0           | 0          | 1            | 0            | 0            | 0            | 28       | 1      | 6           | 1          |
| T. Guarente      | 33       | 1       | 9           | 0          | 2        | 0        | 0           | 0          | 2            | 0            | 0            | 0            | 37       | 1      | 9           | 0          |
| V. Italiano      | 15       | 0       | 2           | 0          | -        | -        | -           | -          | 2            | 0            | 0            | 0            | 17       | 0      | 2           | 0          |
| A. Iunco         | 30       | 5       | 8           | 4          | 1        | 0        | 0           | 0          | 1            | 0            | 0            | 0            | 32       | 5      | 8           | 4          |
| S. Laner         | -        | -       | -           | -          | -        | -        | -           | -          | -            | -            | -            | -            | -        | -      | -           | -          |
| L. Loschi        | 0        | 0       | 0           | 0          | -        | -        | -           | -          | -            | -            | -            | -            | 0        | 0      | 0           | 0          |
| D. Magliocchetti | 10       | 0       | 4           | 0          | 1        | 0        | 0           | 0          | -            | -            | -            | -            | 11       | 0      | 4           | 0          |
| M. Mancinelli    | 15       | 0       | 0           | 1          | -        | -        | -           | -          | 1            | 0            | 0            | 0            | 16       | 0      | 0           | 1          |
| A. Mazzola       | 27       | 0       | 4           | 0          | 0        | 0        | 0           | 0          | 1            | 0            | 0            | 0            | 28       | 0      | 4           | 0          |
| M. Melis         | -        | -       | -           | -          | -        | -        | -           | -          | -            | -            | -            | -            | -        | -      | -           | -          |
| D. N'Ze          | 1        | 0       | 0           | 0          | -        | -        | -           | -          | -            | -            | -            | -            | 1        | 0      | 0           | 0          |
| F. Nieto         | 21       | 1       | 2           | 0          | 2        | 0        | 0           | 0          | -            | -            | -            | -            | 23       | 1      | 2           | 0          |
| I. Pedrelli      | 20       | 1       | 3           | 0          | -        | -        | -           | -          | -            | -            | -            | -            | 20       | 1      | 3           | 0          |
| G. Pegolo        | 41       | -44     | 5           | 0          | 2        | -2       | 1           | 0          | 2            | -2           | 0            | 0            | 45       | -48    | 6           | 0          |
| R. Perticone     | 13       | 0       | 3           | 2          | -        | -        | -           | -          | 1            | 0            | 1            | 1            | 14       | 0      | 4           | 3          |
| N. Pulzetti      | 38       | 2       | 7           | 0          | 2        | 0        | 1           | 0          | 2            | 0            | 2            | 0            | 42       | 2      | 10          | 0          |
| S. Ricca         | -        | -       | -           | -          | -        | -        | -           | -          | 0            | 0            | 0            | 0            | 0        | 0      | 0           | 0          |
| F. Rossetto      | 0        | 0       | 0           | 0          | -        | -        | -           | -          | 1            | 0            | 0            | 0            | 1        | 0      | 0           | 0          |
| L. Sartor        | 7        | 0       | 0           | 1          | -        | -        | -           | -          | -            | -            | -            | -            | 7        | 0      | 0           | 1          |
| L. Sibilano      | 35       | 1       | 5           | 0          | 2        | 1        | 0           | 0          | 2            | 0            | 0            | 0            | 39       | 2      | 5           | 0          |
| S. Smania        | 0        | 0       | 0           | 0          | -        | -        | -           | -          | -            | -            | -            | -            | 0        | 0      | 0           | 0          |
| C. Teodorani     | 31       | 0       | 5           | 0          | 2        | 0        | 0           | 0          | -            | -            | -            | -            | 33       | 0      | 5           | 0          |
| M. Turati        | 29       | 4       | 2           | 1          | 2        | 0        | 1           | 0          | 2            | 1            | 1            | 0            | 33       | 5      | 4           | 1          |
| J. Vanstrattan   | 0        | 0       | 0           | 0          | -        | -        | -           | -          | 0            | 0            | 0            | 0            | 0        | 0      | 0           | 0          |